# گوشچیم
گوشچیم (به لاتین: Gościm) یک روستا در لهستان است که در گمینا درزدنکو واقع شده‌است. گوشچیم ۵۲۰ نفر جمعیت دارد.